# Valachov
Valachov je vrchol v Plaské pahorkatině a stejnojmenná přírodní památka v katastrálním území Hracholusky nad Berounkou v okrese Rakovník ve Středočeském kraji. Lokalita se nachází na území chráněné krajinné oblasti Křivoklátsko jihovýchodně od vsi Skřivaň. Předmětem ochrany jsou pozůstatky po těžbě kamenečných břidlic s výskytem sekundárních minerálů síry.

## Historie
První písemná zmínka o těžbě na Valachově pochází z roku 1543, kde se na vrchu těžily rudy olova. V letech 1871–1872 se ve svahu Valachova těžil pyrit, jehož ložisko se nachází na rozhraní černých břidlic a spilitu. Surovina se upravovala přímo v údolí, kde stával parní drtič rudy a kovárna určená k opravám a ostření nástrojů. Získaný pyrit se odvážel k dalšímu zpracování do Kolína. Těžbu ukončila povodeň roku 1872, která zničila provozní zařízení.
V roce 1926 zde Rudolf Jirkovský a F. Ulrich identifikovali nový druh minerálu, který pojmenovali na počest Františka Slavíka slavíkit.
Chráněné území vyhlásil krajský národní výbor Středočeského kraje s účinností od 21. listopadu 1977.

## Přírodní poměry
Kopec Valachov (413 m n. m.) se nalézá v geomorfologickém celku Plaská pahorkatina, podcelku Kralovická pahorkatina, okrsku Radnická vrchovina a podokrsku Skryjská vrchovina. Kopec je ze tří stran obtékán Tyterským potokem. Chráněná lokalita se nachází na západním svahu Valachova.

### Geologie
Jádrem kopce je kra tvořená drobami a pyritickými břidlicemi, které ve vrcholové části překrývá spilit. Předmětem ochrany je mineralogické naleziště s výskytem sekundárních minerálů vznikajících oxidací pyritu a typová ukázka pyritických břidlic blovického souvrství neoproterozoika. Po důlní činnosti se dochovaly dvě štoly dlouhé deset a čtrnáct metrů a ve spodní třetině svahu vytěžená hlušina. Poblíž vrcholu kopce se nachází osmnáct metrů hluboká šachta, která souvisí nejspíše se středověkou těžbou olova.
Naleziště tvoří těžební komory po těžbě kamenečných břidlic. Vyskytují se v nich minerály vznikající rozkladem kyzů a příbuznými procesy. Patří k nim slavíkit, který tvoří žlutozelené povlaky a kůry. Dále byly na lokalitě nalezeny minerály copiapit, hisingerit, jarosit, halotrichit, melanterit, fibroferit, natrojarosit, szomolnokit, sádrovec a čermíkit.

### Flóra a fauna
Svah s chráněným územím porůstají zbytky borového lesa a zakrslých tolitových doubrav. Na skalních výchozech roste netřesk výběžkatý pravý (Jovibarba globifera subsp. globifera) a ve střední části území ojediněle také jalovec obecný (Juniperus communis). Oba druhy patří k předmětu ochrany.
V přírodní památce je doložen výskyt pavouků skálovky pustinné (Zelotes puritanus) a skálovky malé (Zelotes exiguus). V okrajových částech území se vyskytuje mlok skvrnitý (Salamandra salamandra) a po celé ploše ropucha obecná (Bufo bufo). Z plazů v chráněném území žijí ještěrka obecná (Lacerta agilis), slepýš křehký (Anguis fragilis), užovka obojková (Natrix natrix) a pravděpodobně také zmije obecná (Vipera berus).
V blízkosti chráněného území hnízdí silně ohrožení kulíšek nejmenší (Glaucidium passerinum) a včelojed lesní (Pernis apivorus). Přímo v přírodní památce bylo prokázáno hnízdění výra velkého (Bubo bubo). Štoly využívají k zimování netopýr černý (Barbastella barbastellus), netopýr velký (Myotis myotis), netopýr dlouhouchý (Plecotus austriacus)  a netopýr řasnatý (Myotis nattereri). Po celé ploše území se běžně vyskytuje veverka obecná (Sciurus vulgaris).

## Přístup
Kolem lokality podél její západní a severní hranice vede žlutě značená turistická stezka, která směřuje z Novosedel po proudu Tyterského potoka až k rozcestí V Potocích, odkud lze dále pokračovat po červené značce do Nezabudic nebo po neznačené cestě sejít k hostinci U Rozvědčíka na levém břehu Berounky.